# Leichtathletik-Europameisterschaften 2016/Stabhochsprung der Männer

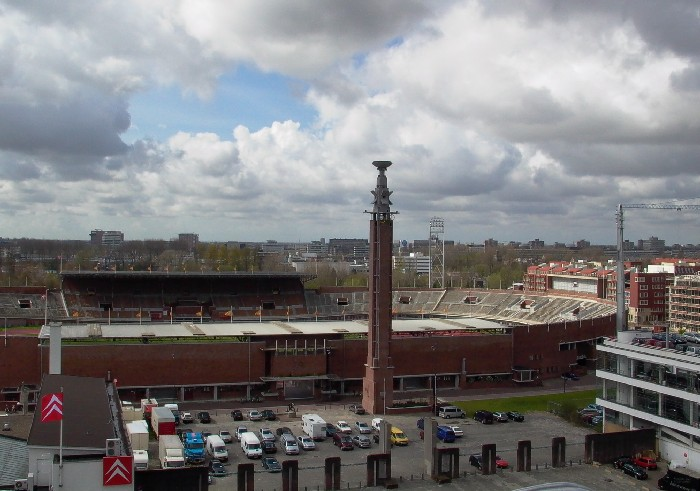
Das Olympiastadion in Amsterdam im Jahr 2005

Der Stabhochsprung der Männer bei den Leichtathletik-Europameisterschaften 2016 wurde am 6. und 8. Juli 2016 im Olympiastadion der niederländischen Hauptstadt Amsterdam ausgetragen.
Europameister wurde der Pole Robert Sobera. Er gewann vor dem tschechischen EM-Dritten von 2014 Jan Kudlička. Der Slowene Robert Renner errang die Bronzemedaille.

## Legende
Kurze Übersicht zur Bedeutung der Symbolik – so üblicherweise auch in sonstigen Veröffentlichungen verwendet:
| IWR | Internationale Wettkampfregeln |
| TR  | Technische Regeln              |
| NM  | keine Höhe (no mark)           |
| ogV | ohne gültigen Versuch          |
| DNS | nicht am Start (did not start) |
| –   | verzichtet                     |
| o   | übersprungen                   |
| x   | ungültig                       |

## Bestehende Rekorde
| Weltrekord           | 6,16 m | Renaud Lavillenie | Donezk, Ukraine       | 15. Februar 2014 |
| Europarekord         | 6,16 m | Renaud Lavillenie | Donezk, Ukraine       | 15. Februar 2014 |
| Meisterschaftsrekord | 6,00 m | Rodion Gataullin  | EM Helsinki, Finnland | 12. August 1994  |

Anmerkung zum Welt- und Europarekord:

Der oben genannte Weltrekord, gleichzeitig Europarekord, wurde in der Halle erzielt. Inzwischen werden nach IWR 160, CR31.2 (Weltrekordkategorien) – in Verbindung mit IWR 160, CR31.13 (Hallenweltrekorde) in der Halle erzielte Rekorde als absolute Rekorde anerkannt.
Sowohl die Qualifikation als auch das Finale dieses Wettbewerbs fanden unter widrigen kühlen und regnerischen Bedingungen statt. So wurde der bestehende EM-Rekord bei diesen Europameisterschaften nicht erreicht. Die größte Höhe von 5,60 m erzielten der Franzose Renaud Lavillenie in der Qualifikation, dem im Finale kein gültiger Sprung gelang, der polnische Europameister Robert Sobera im Finale sowie der tschechische Vizeeuropameister Jan Kudlička - ebenfalls im Finale. Damit blieben sie vierzig Zentimeter unter dem Rekord. Zum Welt- und Europarekord fehlten ihnen 56 Zentimeter.

## Qualifikation
6. Juli 2016, 17:50 Uhr
27 Teilnehmer traten in zwei Gruppen zur Qualifikationsrunde an. Die Qualifikationshöhe für den direkten Finaleinzug betrug 5,65 m. Kein Springer musste diese Höhe angehen. Zehn Athleten hatten 5,50 m übersprungen, ein Teilnehmer war erst bei 5,60 m eingestiegen und hatte diese Höhe überquert, ein weiterer Sportler, der 5,35 m zu Buche stehen und 5,50 m ausgelassen hatte, war noch im Wettbewerb. Da entschloss sich die Jury vor allem wegen des nun immer stärker einsetzenden Regens den Qualifikationswettkampf abzubrechen. Neben den elf Athleten, die mindestens 5,50 m überquert hatten, qualifizierten sich dadurch alle sechzehn Stabhochspringer, die mindestens 5,35 m ohne jeden Fehlversuch gemeistert hatten, für das Finale (hellgrün unterlegt). Einer der qualifizierten Athleten konnte jedoch nicht antreten, sodass schließlich fünfzehn Stabhochspringer das Finale am übernächsten Tag bestritten.

### Gruppe A

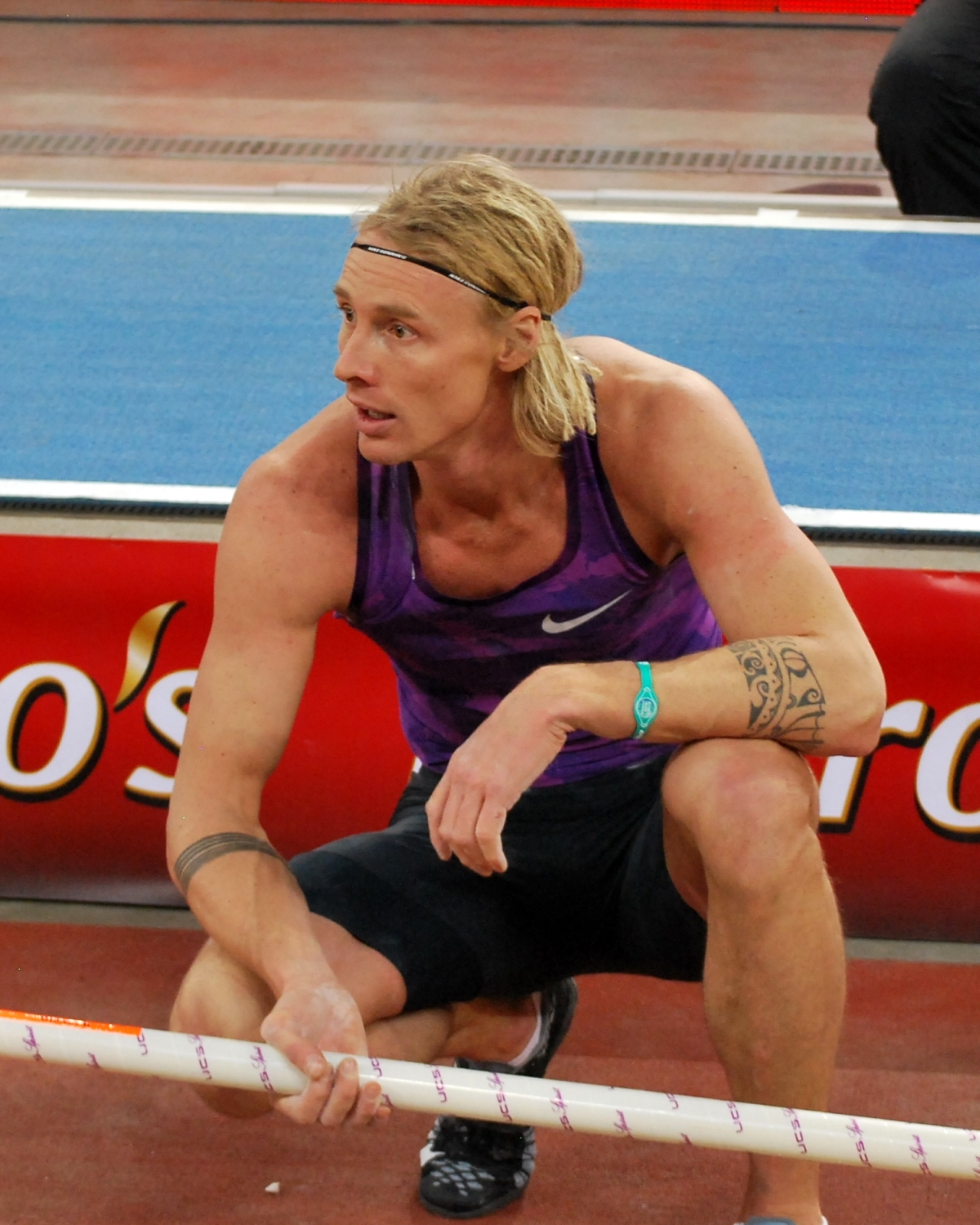
Michal Balners einziger Fehlsprung bei 5,35 m kostete ihn die Finalteilnahme
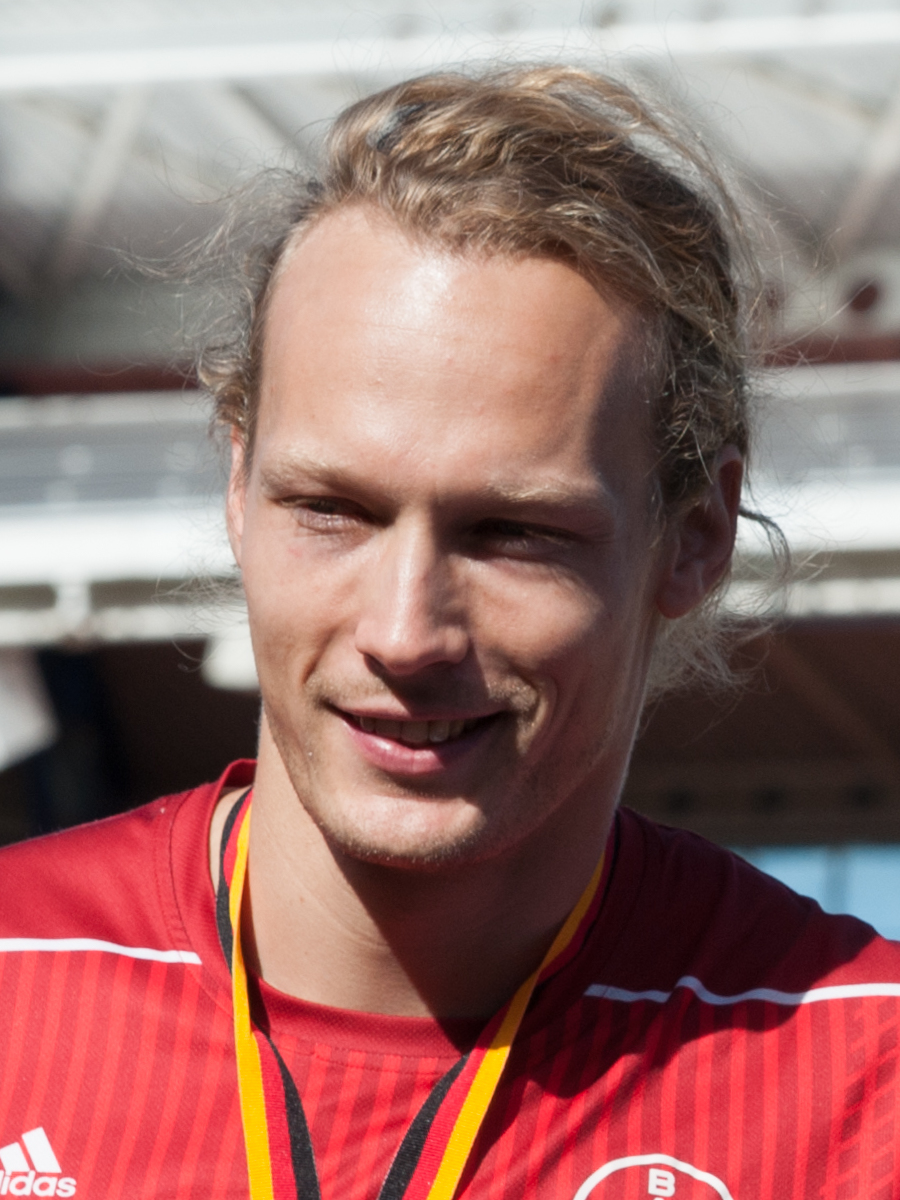
Tobias Scherbarth übersprang 5,35 m erst im zweiten Versuch und schied damit aus

| Platz | Name                   | Nation       | Resultat (m) | 5,15 m | 5,35 m | 5,50 m | 5,60 m |
| 1     | Renaud Lavillenie      | Frankreich   | 5,60         | –      | –      | –      | o      |
| 2     | Mareks Ārents          | Lettland     | 5,50         | o      | o      | o      | –      |
| 2     | Konstadínos Filippídis | Griechenland | 5,50         | –      | o      | o      |        |
| 2     | Stanley Joseph         | Frankreich   | 5,50         | –      | o      | o      | –      |
| 2     | Robert Sobera          | Polen        | 5,50         | –      | o      | o      | –      |
| 6     | Robert Renner          | Slowenien    | 5,50         | –      | o      | xo     | –      |
| 7     | Ben Broeders           | Belgien      | 5,35         | –      | o      | xxx    |        |
| 8     | Michal Balner          | Tschechien   | 5,35         | –      | xo     | xxx    |        |
| 8     | Rasmus Jørgensen       | Dänemark     | 5,35         | o      | xo     | xxx    |        |
| 8     | Tobias Scherbarth      | Deutschland  | 5,35         | –      | xo     | xxx    |        |
| 11    | Dominik Alberto        | Schweiz      | 5,15         | o      | xxx    |        |        |
| 11    | Lukáš Posekaný         | Tschechien   | 5,15         | x      | xxx    |        |        |
| 13    | Didac Salas            | Spanien      | 5,15         | xo     | xxx    |        |        |
| DNS   | Raphael Holzdeppe      | Deutschland  |              |        |        |        |        |

### Gruppe B

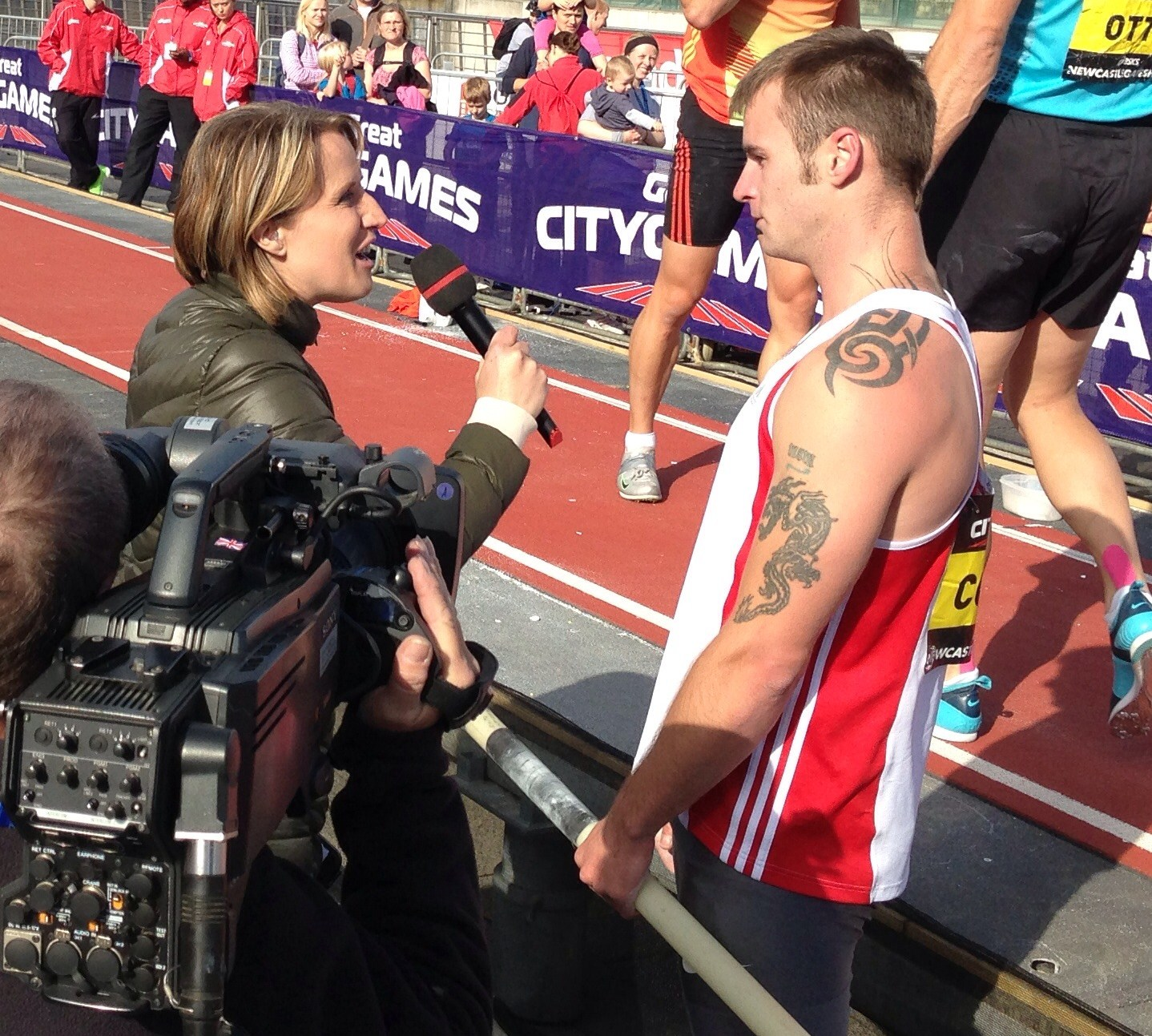
Luke Cutts verpasste wegen zweier Fehlversuche bei 5,15 m trotz übersprungener 5,35 m die Finalteilnahme
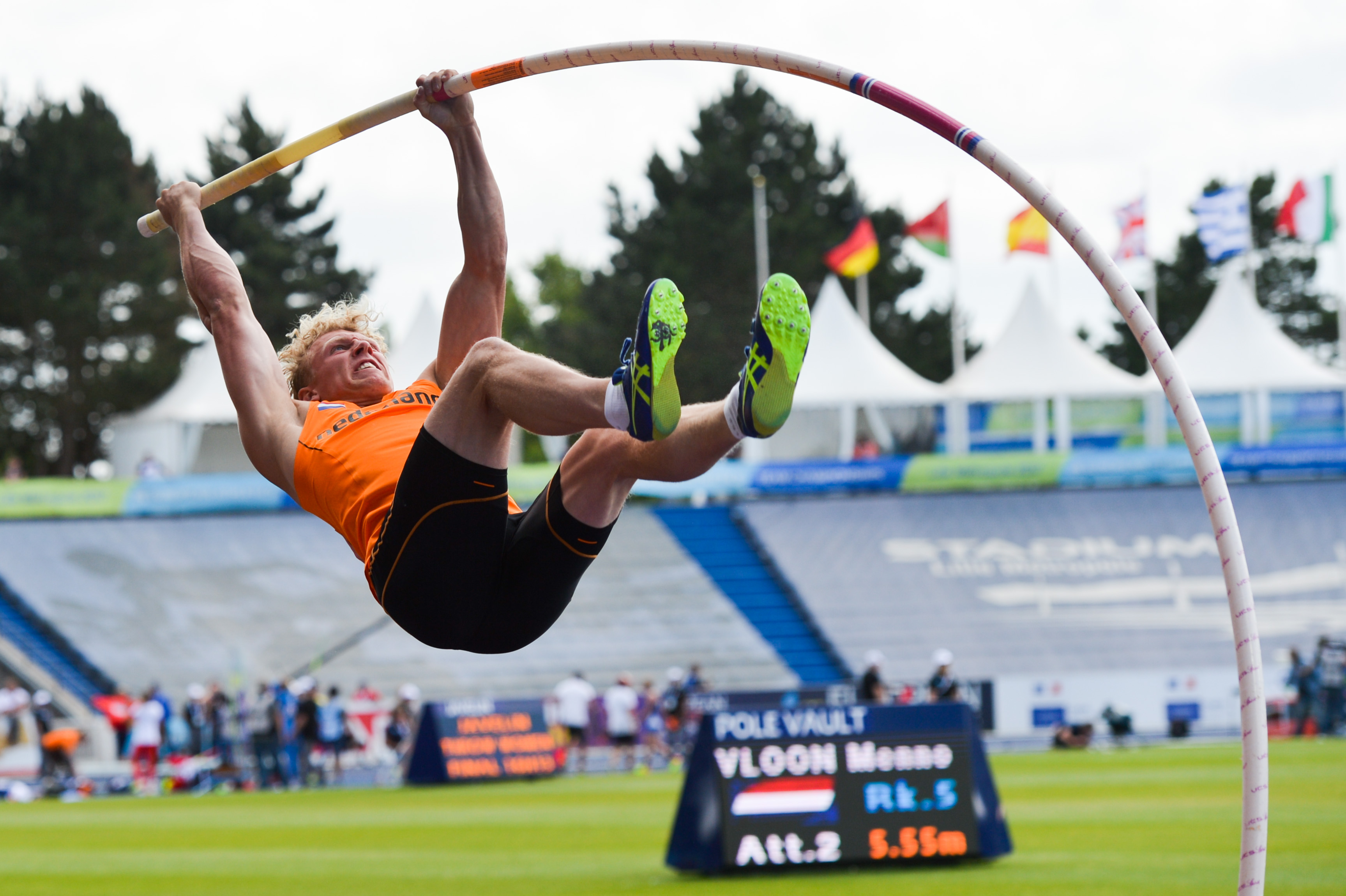
Menno Vloon scheiterte nach übersprungenen 5,35 m wegen seiner beiden Fehlversuche über 5,15 m in der Qualifikation

| Platz | Name                   | Nation         | Resultat (m) | 5,15 m | 5,35 m | 5,50 m | 5,60 m |
| 1     | Ivan Horvat            | Spanien        | 5,50         | –      | o      | xo     |        |
| 1     | Adrián Vallés          | Frankreich     | 5,50         | o      | o      | xo     | –      |
| 3     | Kévin Menaldo          | Frankreich     | 5,50         | –      | xo     | xo     |        |
| 3     | Melker Svärd Jacobsson | Schweden       | 5,50         | –      | xo     | xo     | x      |
| 5     | Arnaud Art             | Belgien        | 5,50         | –      | o      | xxo    | –      |
| 6     | Karsten Dilla          | Deutschland    | 5,35         | –      | o      | xxx    |        |
| 6     | Jan Kudlička           | Tschechien     | 5,35         | –      | o      | –      | x      |
| 6     | Piotr Lisek            | Polen          | 5,35         | –      | o      | xxx    |        |
| 6     | Paweł Wojciechowski    | Polen          | 5,35         | –      | o      | xxx    |        |
| 10    | Luke Cutts             | Großbritannien | 5,35         | xxo    | o      | xxx    |        |
| 10    | Menno Vloon            | Niederlande    | 5,35         | xxo    | o      | xxx    |        |
| 12    | Diogo Ferreira         | Portugal       | 5,35         | o      | xo     | xxx    |        |
| 12    | Dimítrios Patsoukákis  | Griechenland   | 5,35         | –      | xo     | xxx    |        |
| 14    | Eirik Greibrokk Dolve  | Norwegen       | 5,15         | o      | xxx    |        |        |

## Finale

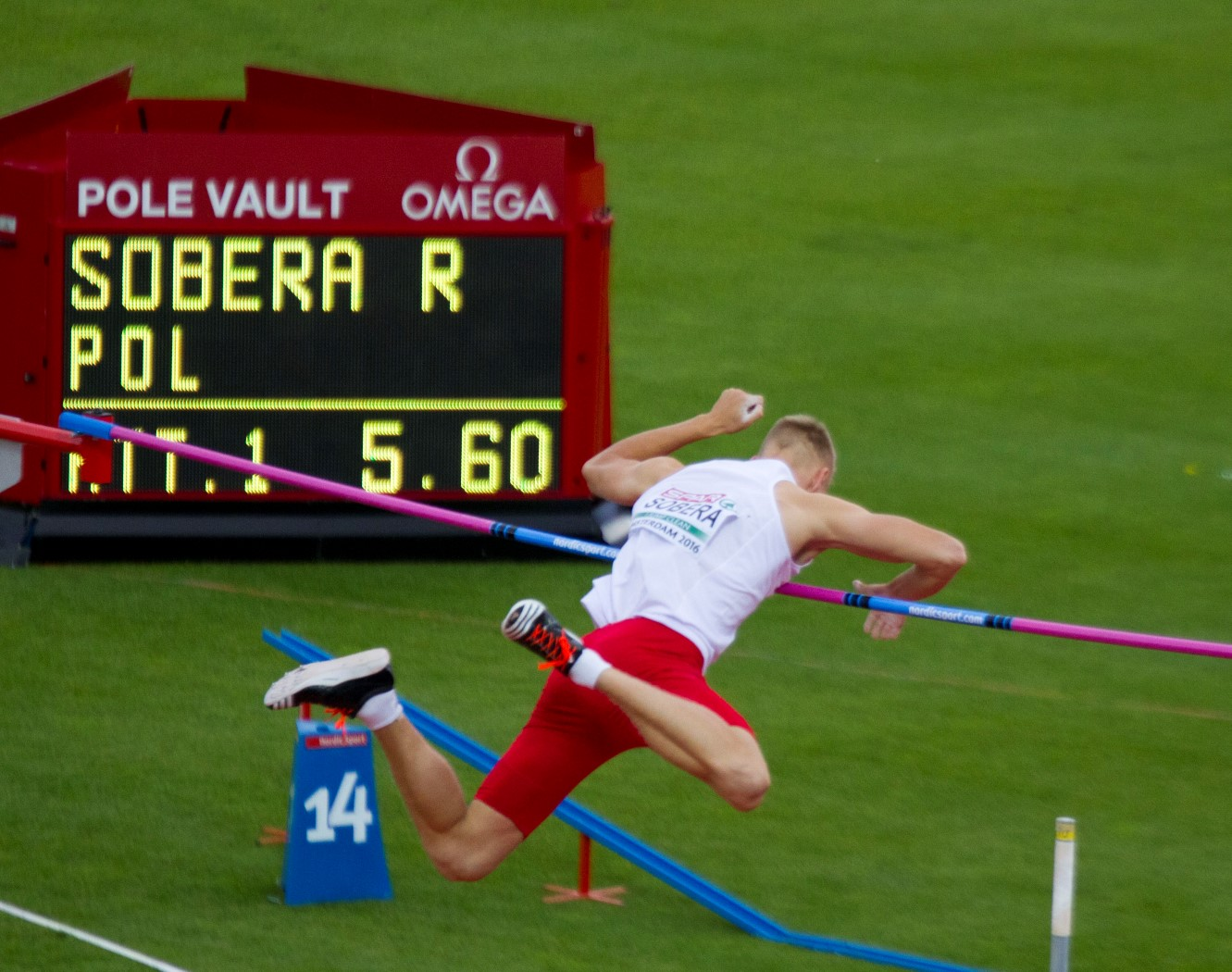
Überraschungseuropameister Robert Sobera bei seinem Siegessprung

8. Juli 2016, 19:10 Uhr
| Platz | Name                   | Nation       | Resultat (m) | 5,30 m | 5,50 m | 5,60 m | 5,70 m | 5,75 m |
| 1     | Robert Sobera          | Polen        | 5,60         | o      | o      | o      | xxx    |        |
| 2     | Jan Kudlička           | Tschechien   | 5,60         | o      | o      | xo     | xxx    |        |
| 3     | Robert Renner          | Slowenien    | 5,50         | o      | o      | xxx    |        |        |
| 4     | Ben Broeders           | Belgien      | 5,50         | xo     | o      | xxx    |        |        |
| 4     | Piotr Lisek            | Polen        | 5,50         | xo     | o      | xxx    |        |        |
| 6     | Mareks Ārents          | Lettland     | 5,50         | o      | xxo    | xxx    |        |        |
| 7     | Karsten Dilla          | Deutschland  | 5,30         | o      | xxx    |        |        |        |
| 7     | Konstadínos Filippídis | Griechenland | 5,30         | o      | xxx    |        |        |        |
| 7     | Ivan Horvat            | Kroatien     | 5,30         | o      | xxx    |        |        |        |
| 7     | Paweł Wojciechowski    | Polen        | 5,30         | o      | xxx    |        |        |        |
| 11    | Arnaud Art             | Belgien      | 5,30         | xo     | xxx    |        |        |        |
| 11    | Adrián Vallés          | Spanien      | 5,30         | xo     | xxx    |        |        |        |
| 13    | Stanley Joseph         | Frankreich   | 5,30         | xxo    | xxx    |        |        |        |
| NM    | Renaud Lavillenie      | Frankreich   | ogV          | –      | –      | –      | –      | xxx    |
| NM    | Kévin Menaldo          | Frankreich   | ogV          | –      | xxx    |        |        |        |
| DNS   | Melker Svärd Jacobsson | Schweden     |              |        |        |        |        |        |

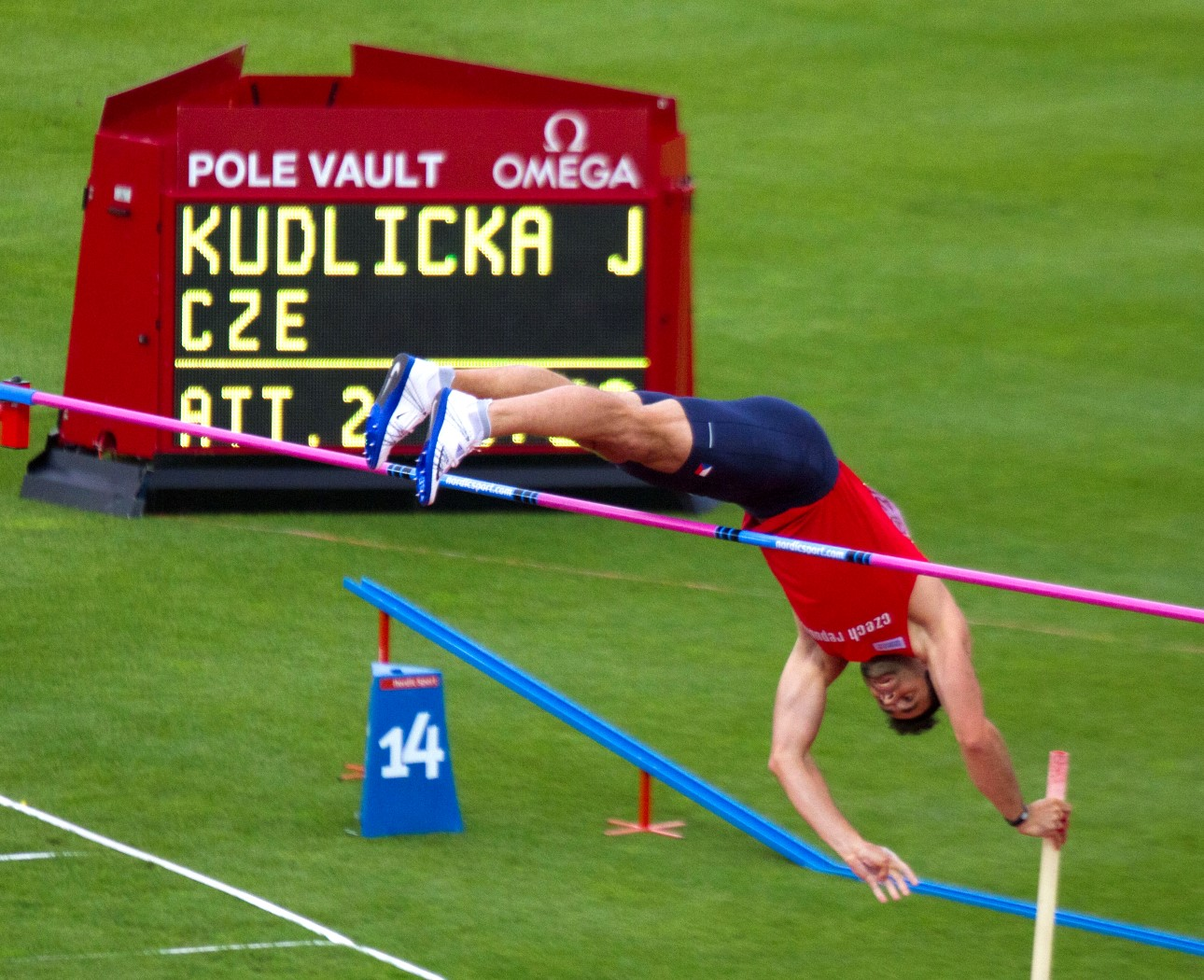
Nach EM-Bronze 2014 gab es nun Silber für Jan Kudlička
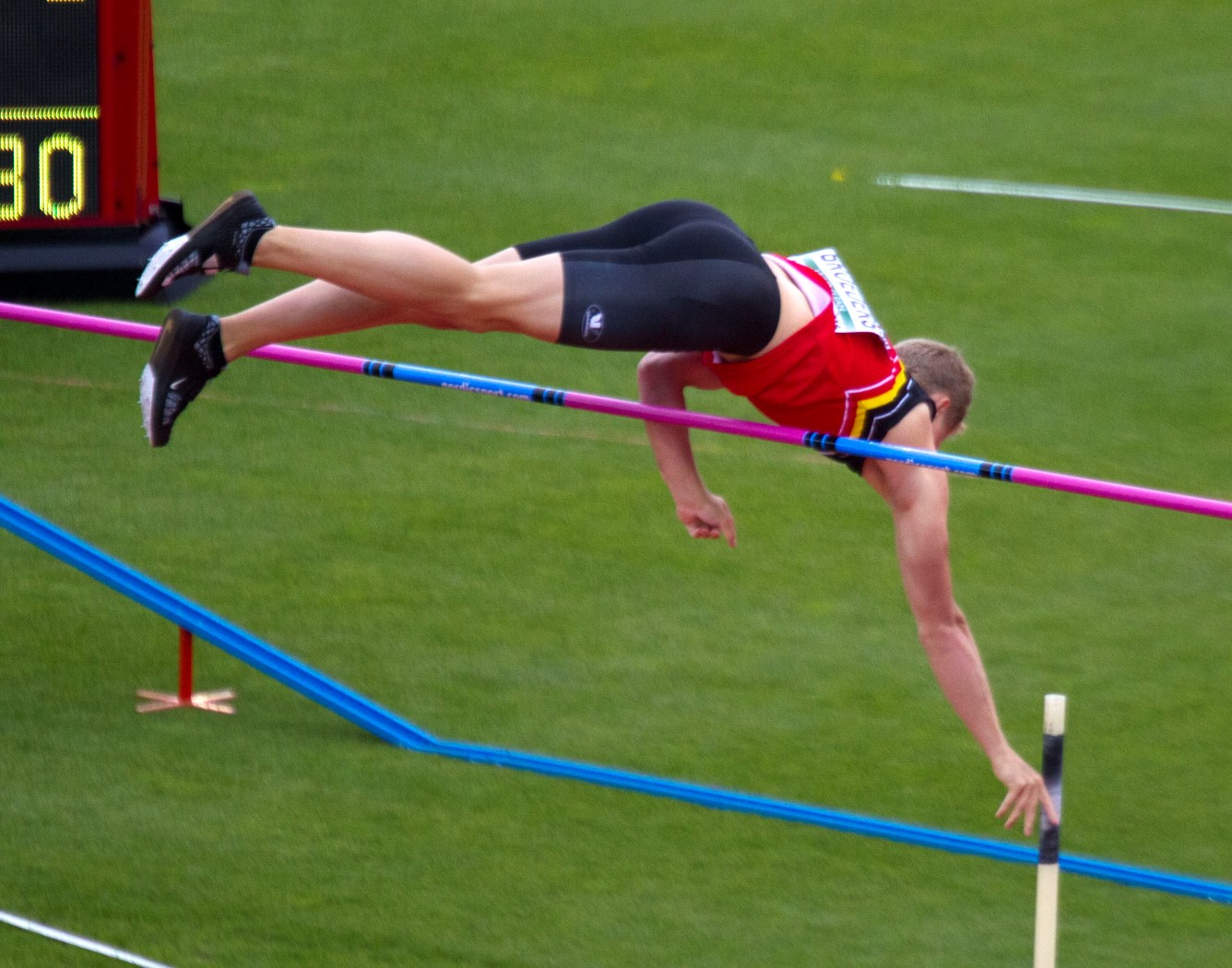
Ben Broeders belegte den geteilten Rang vier
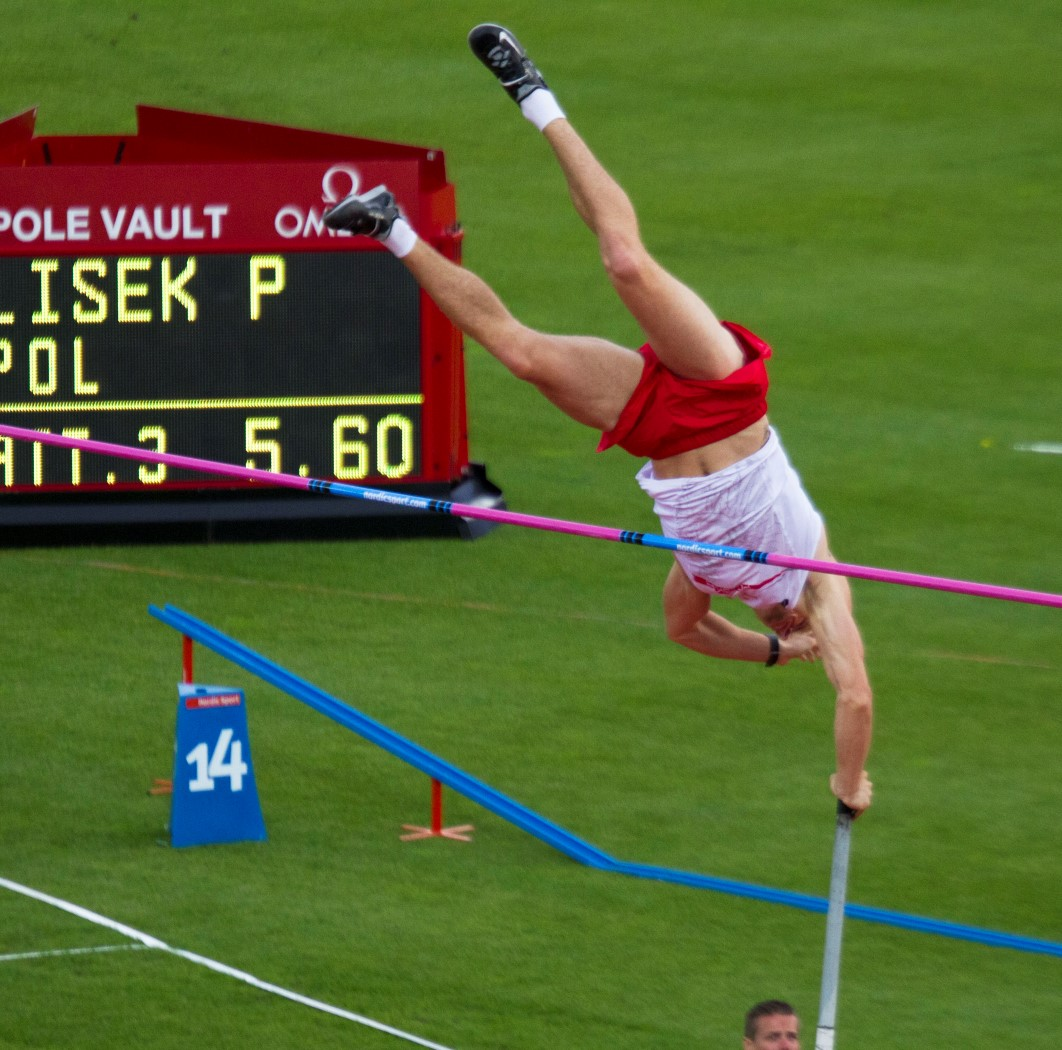
Piotr Lisek wurde ebenfalls Vierter
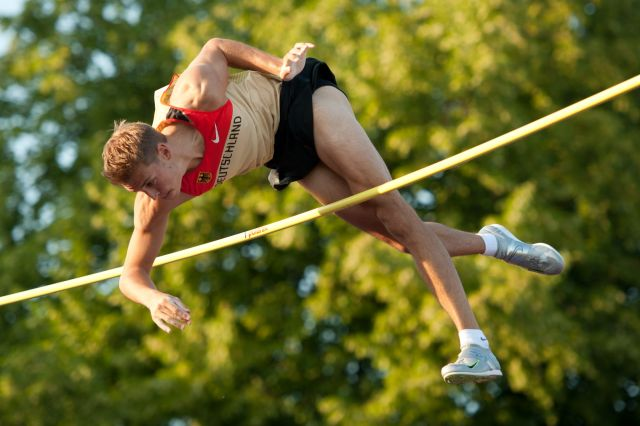
Karsten Dilla – einer von vier Stabhochspringers auf Rang sieben

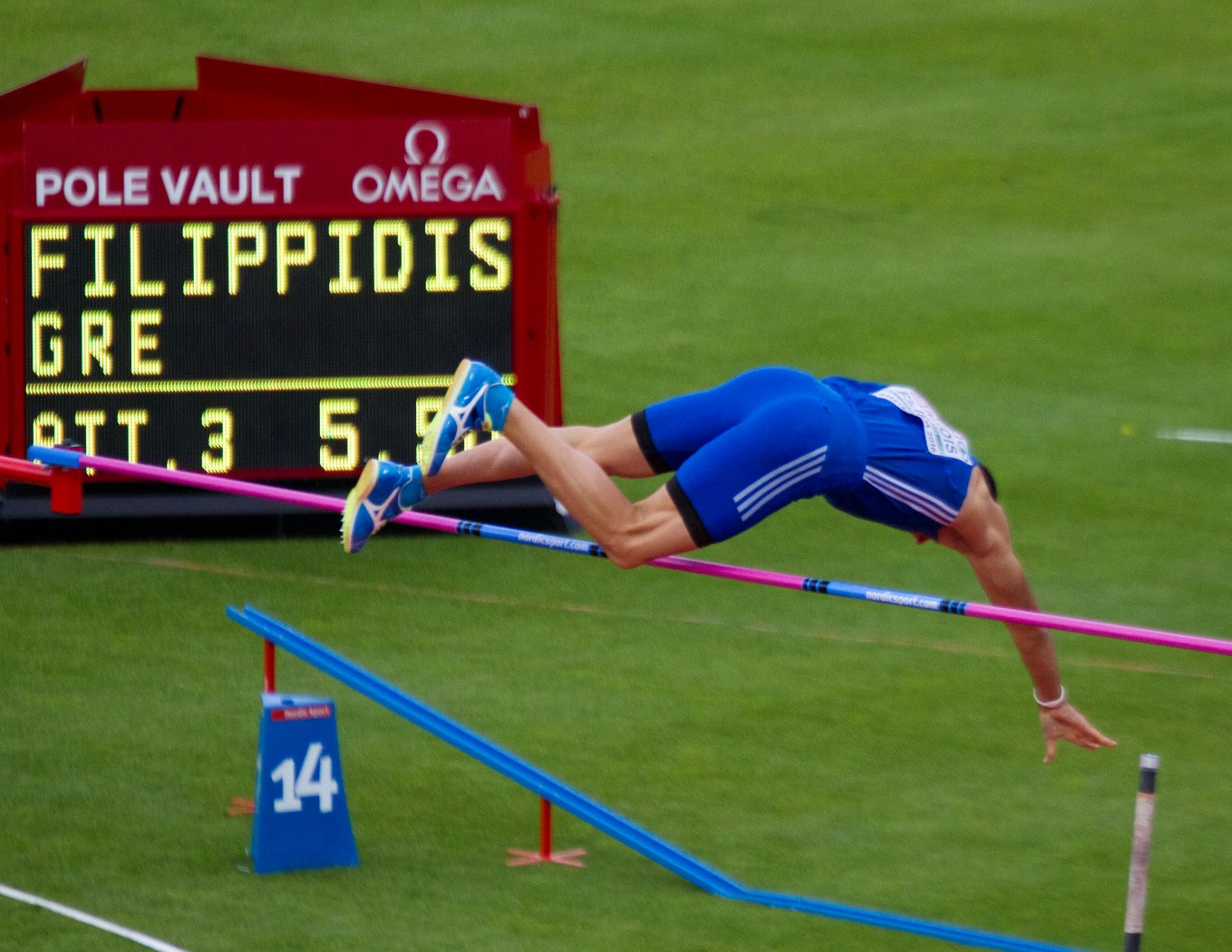
Konstadínos Filippídis kam gemeinsam mit drei Konkurrenten auf den siebten Platz
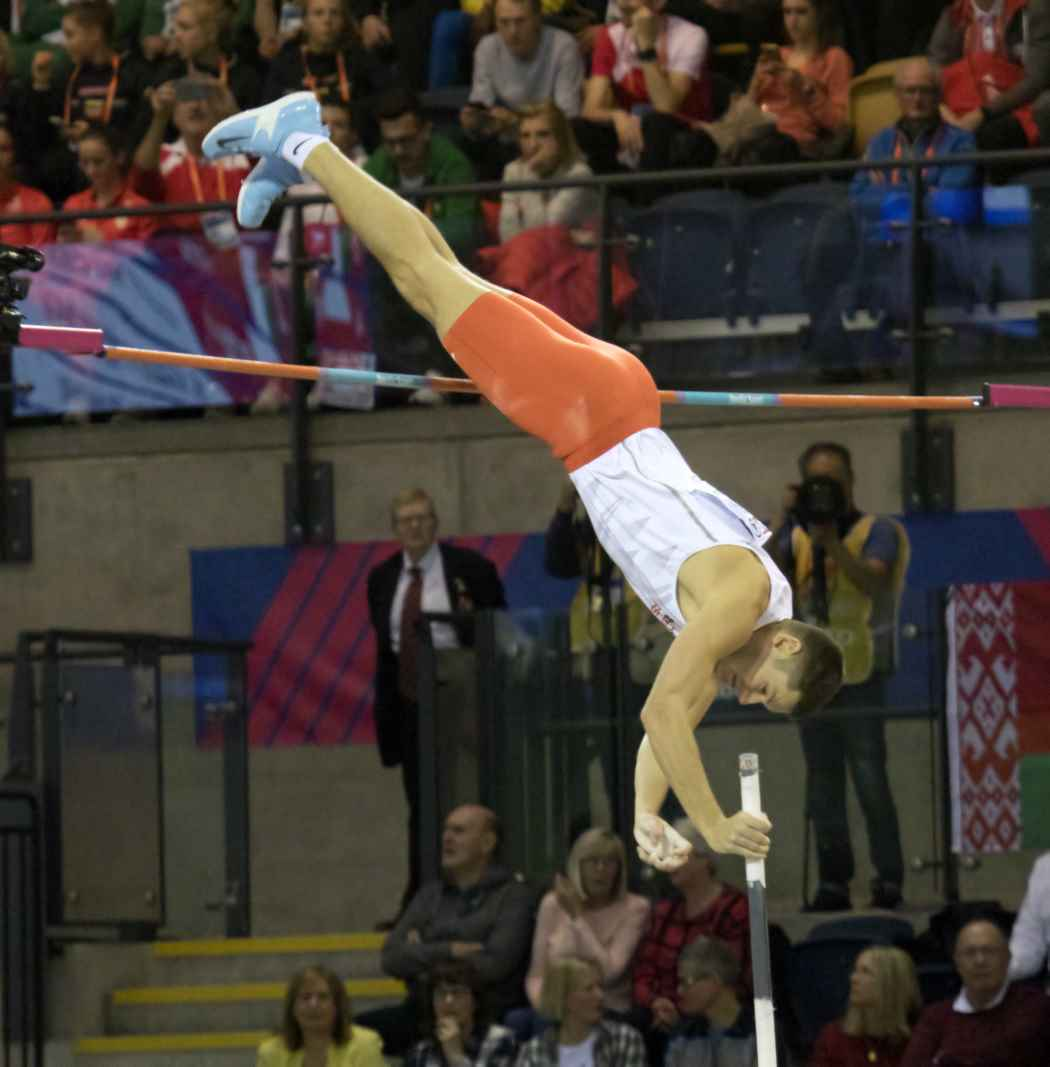
Paweł Wojciechowski - geteilter siebter Rang
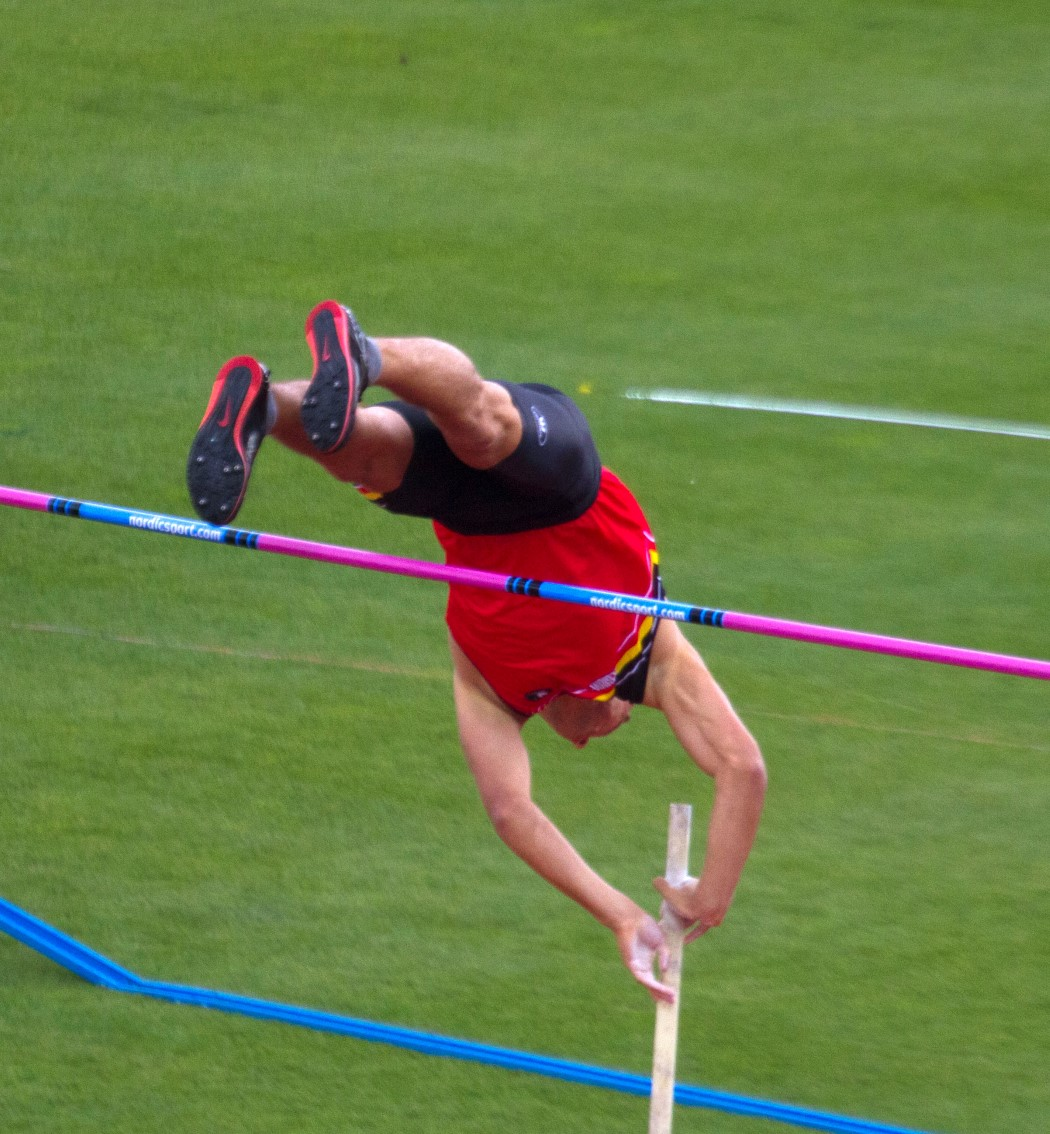
Der elftplatzierte Arnaud Art

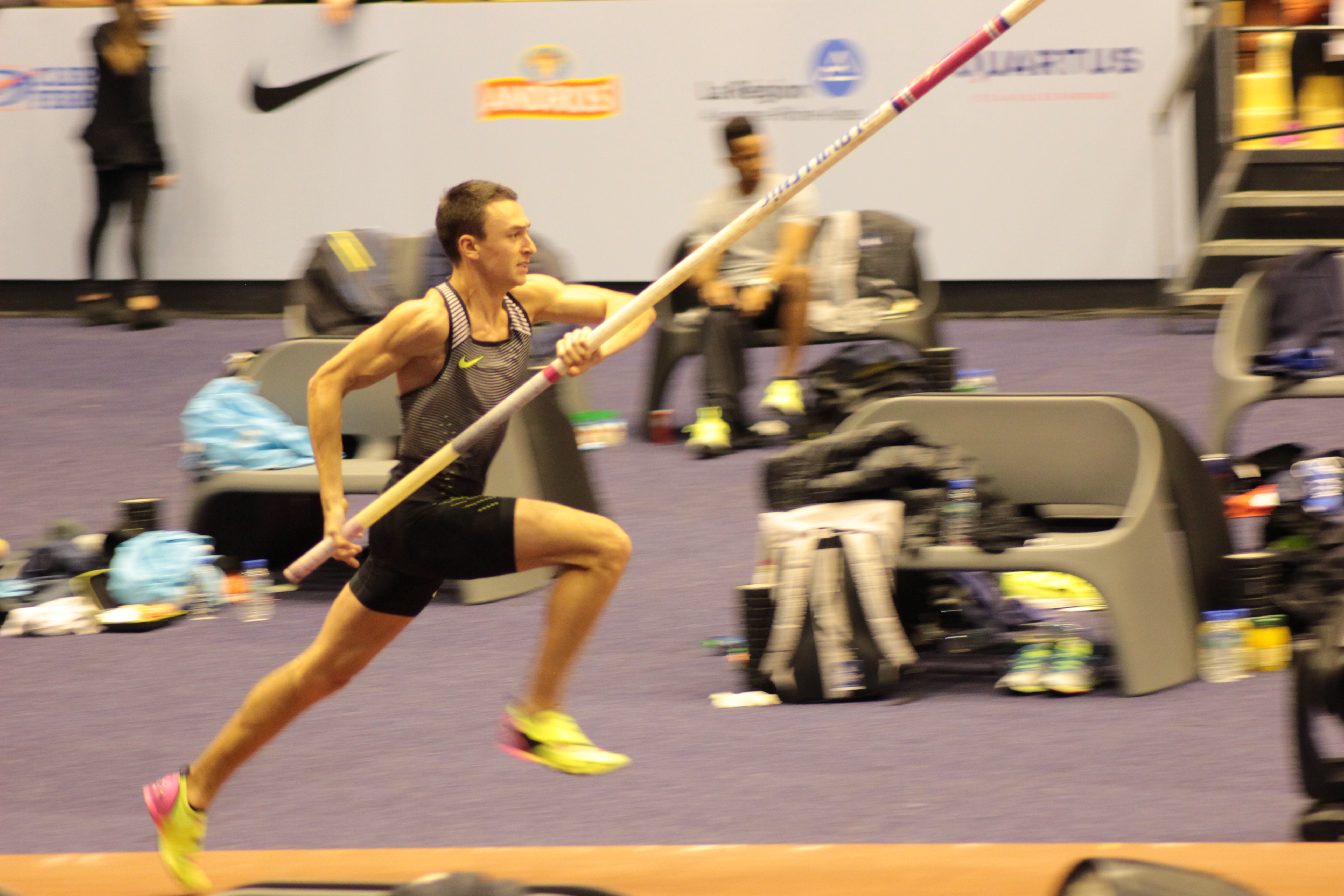
Rang dreizehn für Stanley Joseph
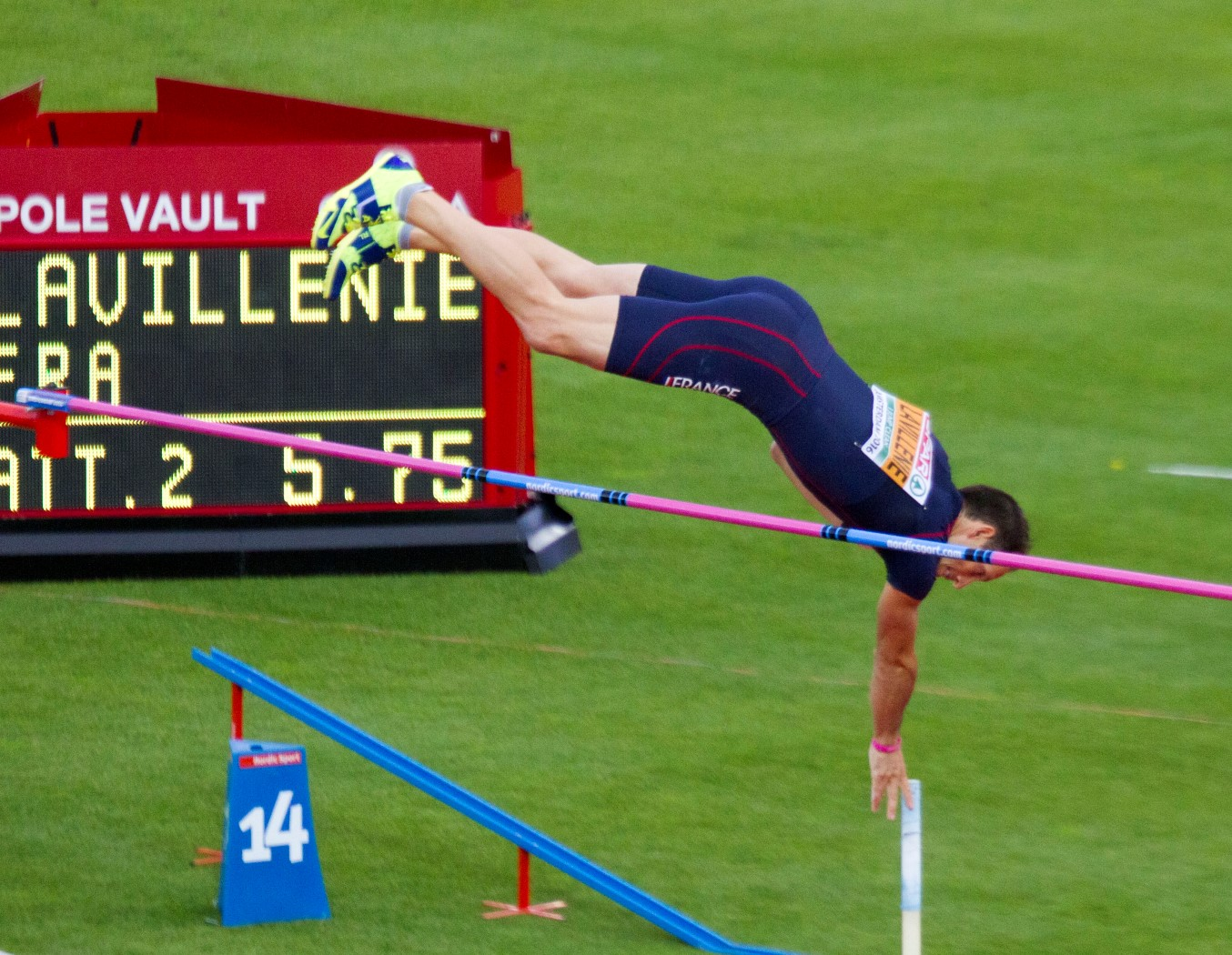
Renaud Lavillenie stieg erst in den Wettkampf ein, nachdem alle anderen Teilnehmer ausgeschieden waren, und scheiterte dann dreimal an seiner Anfangshöhe
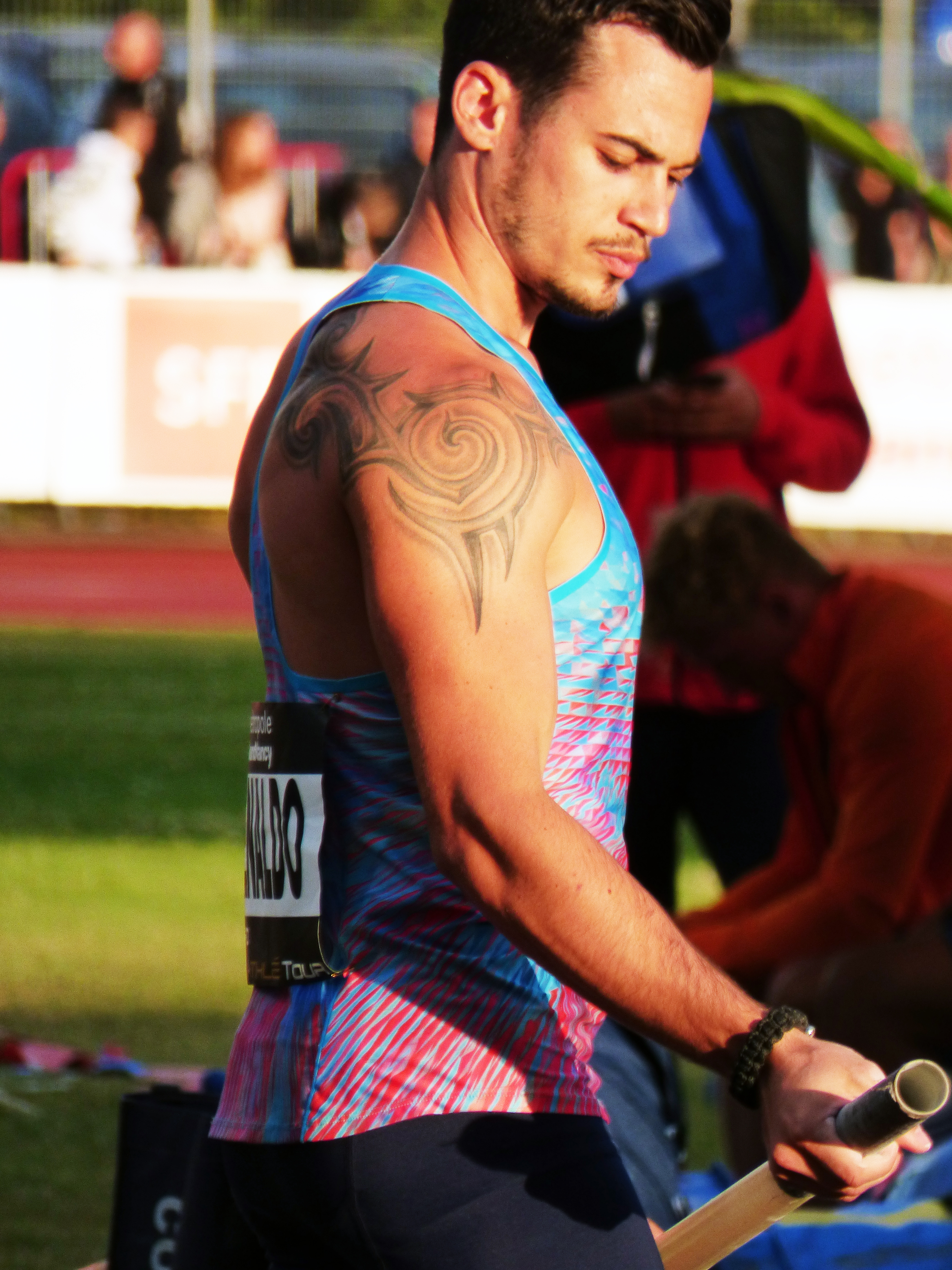
Kévin Menaldo blieb in diesem Finale ohne gültigen Versuch
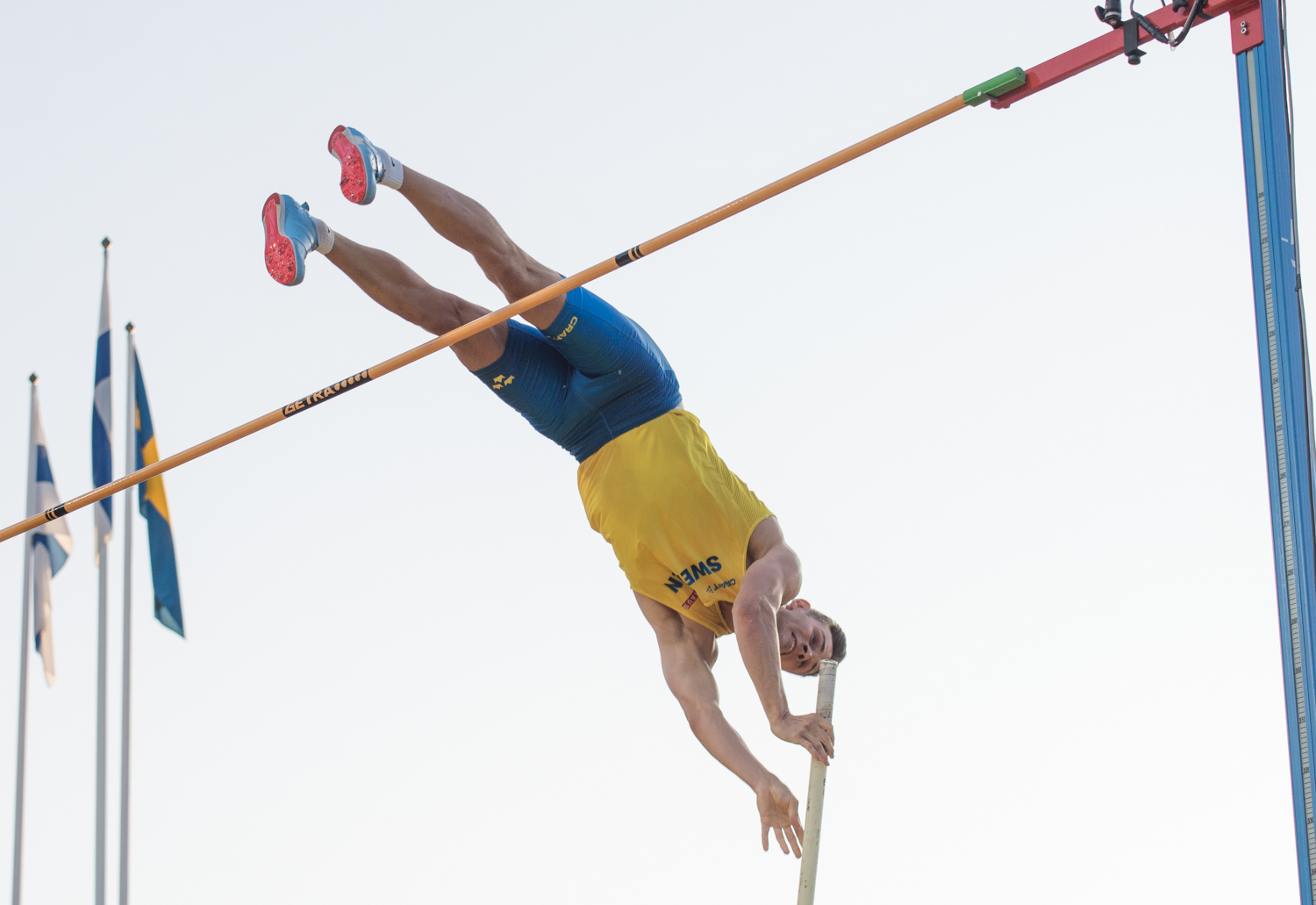
Melker Svärd Jacobsson trat zum Finale nicht an

## Videolink
- Pole Vault Men / Final / 08 Jul / European Athletics Championships 2016, youtube.com, abgerufen am 19. März 2023